# Алстом Цитадис 100
Алстом Цитадис 100 је серија делимично нископодног трамваја којега је од 1999. до 2001. производила компанија Алстом Констал. Трамвај је одвојен од типа Констал 116Н.
Каснија производња се одвијала у две серије (тип НГд99: 1999. до 2000, тип 116Нд: 2000. до 2001.). Рађени су за Гдањск и горњошлеску конурбацију. Трамвај 116Нд је такође тестиран у Шчећину.

## Конструкција
Алстом Цитадис 100 је једносмерни, зглобни, осмоосовински моторни трамвај који је делом нископодан (70 ÷ 73% пода). Под је висок 340 мм (тип НГд99) или 590 мм (тип 116Нд) изнад колосека. Трамваји 116Нд су опремљени тиристорима ИГБТ који враћају снагу кочења у контактну мрежу.

## Продаја трамваја
Од 1998. до 2000. године је било произведено 29 трамваја.
| Држава | Град                    | Тип   | Године продаје | Продато возила | Гаражни бројеви | Извор |
| ------ | ----------------------- | ----- | -------------- | -------------- | --------------- | ----- |
| Пољска | Гдањск                  | НГд99 | 1999—2000.     | 4              | 1001–1004       | [ 1 ] |
| Пољска | горњошлеска конурбација | 116Нд | 2000—2001.     | 16             | 800–816         | [ 1 ] |

## Галерија
- Врата трамваја НГд99
- НГд99 изнутра
- НГд99 изнутра
- НГд99 у Гдањску
- 116Нд у Битому